# Кубок Фінляндії з футболу 2000
Кубок Фінляндії з футболу 2000 — 46-й розіграш кубкового футбольного турніру в Фінляндії. Титул всьоме здобув ГІК.

## Календар
| Раунд            | Дата                          | Матчі | Клуби     |
| ---------------- | ----------------------------- | ----- | --------- |
| Попередній раунд |                               | 60    | 275 → 215 |
| Перший раунд     |                               | 73    | 215 → 142 |
| Другий раунд     |                               | 37    | 142 → 105 |
| Третій раунд     |                               | 37    | 105 → 68  |
| Четвертий раунд  |                               | 28    | 68 → 40   |
| П'ятий раунд     |                               | 14    | 40 → 26   |
| Шостий раунд     |                               | 10    | 26 → 16   |
| 1/8 фіналу       | 21 червня - 24 серпня 2000    | 8     | 16 → 8    |
| 1/4 фіналу       | 22 липня - 24 вересня 2000    | 4     | 8 → 4     |
| 1/2 фіналу       | 24 вересня - 2 листопада 2000 | 2     | 4 → 2     |
| Фінал            | 10 листопада 2000             | 1     | 2 → 1     |

## 1/8 фіналу
| Команда 1       | Рахунок | Команда 2       |
| --------------- | ------- | --------------- |
| 21 червня 2000  |         |                 |
| АС Вантаа (3)   | 5:1     | Конту (3)       |
| Йокеріт         | 1:2     | КТП             |
| 22 червня 2000  |         |                 |
| Хямеенлінна (2) | 2:3     | Лахті           |
| ГІК             | 3:0     | Тампере Юнайтед |
| Яро (2)         | 1:0 дч  | МюПа            |
| РіПС (2)        | 1:0     | ТПС             |
| 1 липня 2000    |         |                 |
| ВЯС Вантаа (4)  | 0:4     | ВПС             |
| 24 серпня 2000  |         |                 |
| Гака            | 1:2 дч  | Інтер (Турку)   |

## 1/4 фіналу
| Команда 1       | Рахунок | Команда 2     |
| --------------- | ------- | ------------- |
| 22 липня 2000   |         |               |
| Лахті           | 3:0     | АС Вантаа (3) |
| КТП             | 5:0     | РіПС (2)      |
| 24 вересня 2000 |         |               |
| ГІК             | 4:0     | Яро (2)       |
| ВПС             | 1:3     | Інтер (Турку) |

## 1/2 фіналу
| Команда 1        | Рахунок | Команда 2     |
| ---------------- | ------- | ------------- |
| 24 вересня 2000  |         |               |
| КТП              | 3:0     | Лахті         |
| 2 листопада 2000 |         |               |
| ГІК              | 2:1     | Інтер (Турку) |

## Фінал
| 10 листопада 2000 |

| ГІК               | 1:0      | КТП |
| ----------------- | -------- | --- |
| Янне Саарінен 83' | Протокол |     |

| «Фіннейр Стедіум», Гельсінкі Глядачів: 3 471 |